# 數位浮水印

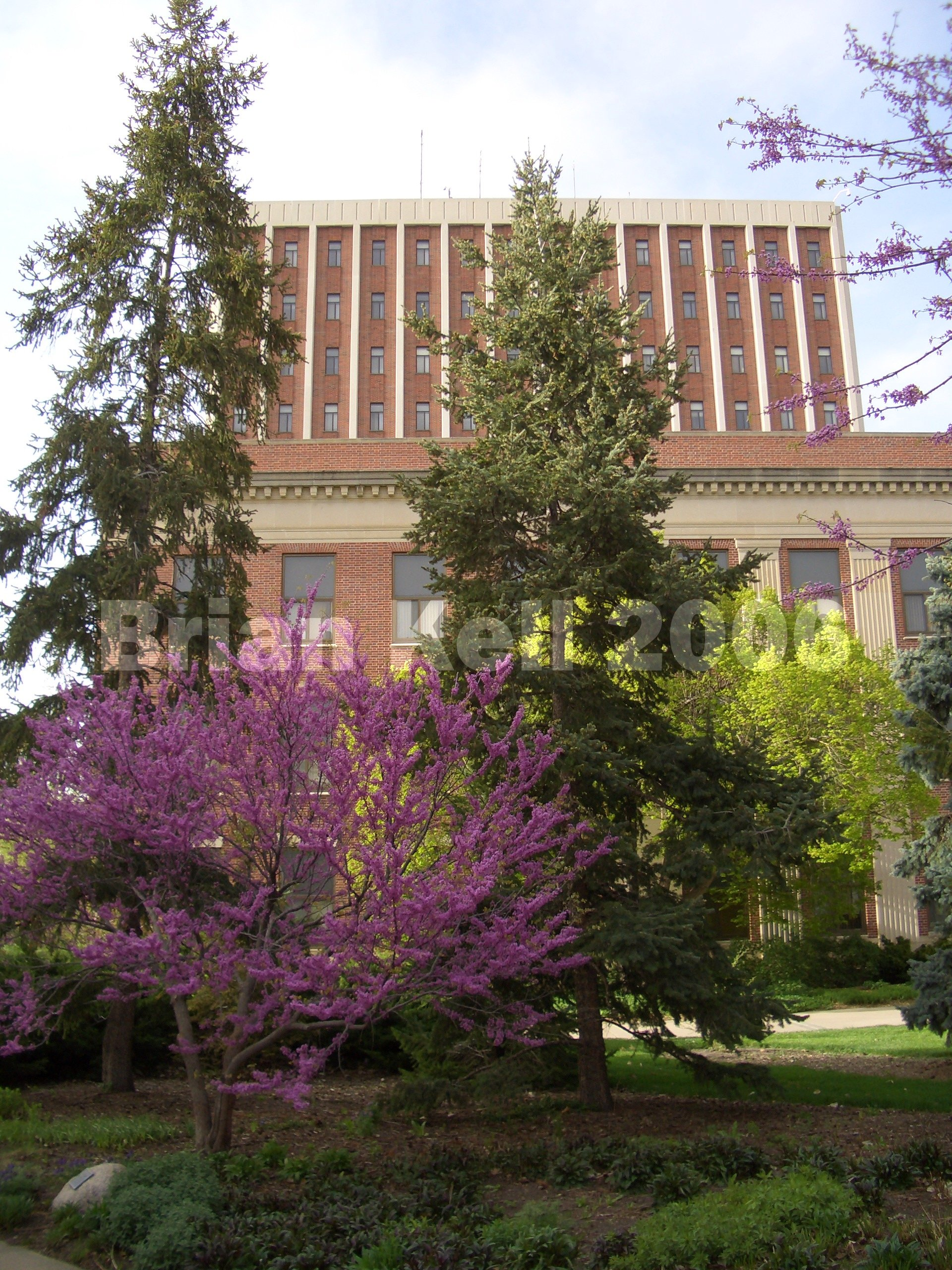
一張包含浮現式數位浮水印的圖片，上面的文字為「2006」位於圖片的正中央。

数字水印，是指將特定的資訊嵌入數位訊號中，數位訊號可能是音訊、圖片或是影片等。若要拷貝有数字水印的訊號，所嵌入的資訊也會一併被拷貝。數位浮水印可分為浮現式和隱藏式兩種，前者是可被看見的浮水印（visible watermarking），其所包含的資訊可在觀看圖片或影片時同時被看見。一般來說，浮現式的浮水印通常包含版權擁有者的名稱或標誌。右側的範例圖片便包含了浮現式浮水印。電視台在畫面角落所放置的標誌，也是浮現式浮水印的一種。
隱藏式的浮水印是以數位資料的方式加入音訊、圖片或影片中，但在一般的狀況下無法被看見。隱藏式浮水印的重要應用之一是保護版權，期望能藉此避免或阻止數位媒體未經授權的複製和拷貝。隐写术（Steganography）也是數位浮水印的一種應用，雙方可利用隱藏在數位訊號中的資訊進行溝通。數位照片中的註釋資料能記錄照片拍攝的時間、使用的光圈和快門，甚至是相機的廠牌等資訊，這也是數位浮水印的應用之一。某些檔案格式可以包含這些稱為「metadata」的額外資訊。

## 數位浮水印scheme範例
一般常見的數位浮水印scheme定義為：
{\displaystyle \Omega ^{*}=\left(E,D,R,M,p_{E},p_{D},p_{R}\right)}
其中E定義了嵌入（embedding）功能、D偵測（detecting）功能、R恢復（retrieval）功能，M則是所夾帶的訊息。此外，嵌入參數{\displaystyle p_{E}\in {\mathcal {P}}_{E}}定義了E定義嵌入功能使用的參數組，{\displaystyle p_{D}\in {\mathcal {P}}_{D}}定義了偵測參數，而{\displaystyle p_{R}\in {\mathcal {P}}_{R}}恢復參數。因此，每一個浮水印scheme {\displaystyle \Omega }根據上述的參數不同可能會有不同的結果。

## 性质要求
- 安全性：水印信息应当难以篡改、难以伪造。
- 隐蔽性：水印对感官不可知觉，水印的嵌入不能影响被保护数据的可用性大大降低。不具备这一特性的水印，称为可见水印（Visible Watermarking）。如电视台播放信号的时候在某个角落经常嵌有它的标志。
- 強健性：水印能够抵御对嵌入后数据的一定操作，而不因为一些细微的操作而磨灭。包括数据的传输中产生的个别位错误，图像或视频、音频的压缩。不具备这一特性的水印，称为脆弱水印（Fragile Watermarking）。
- 水印容量：是指载体可以嵌入水印的信息量。

## 常用技术

### 数字水印生成技术
- 伪随机生成
- 扩频水印

### 数字水印嵌入技术
- LSB
- QIM
- SCS

### 数字水印检测技术
- 计算自相关

### 数字水印攻击技术
- 剪切-粘贴攻击(?)

## 影像浮水印技術

### 常用浮水印攻擊
1. 數位類比轉換（A/D,D/A conversion）
2. 旋轉（rotation）
3. 放大縮小（scaling）
4. 切割（cropping）
5. 壓縮（compression）
6. 再量化（requantization）
7. 再取樣（resample）

### 功能需求
- 隱蔽性或透明性（Imperceptible or Transparency）－原始影像在嵌入數位浮水印後的差異必須是人眼所無法察覺到的，也就是不能降低或破壞原始影像的品質。
- 不易移除性（Non-removable）－浮水印要設計得不容易甚至不可能被駭客移除。
- 強健性（Robustness）－經過浮水印技術處理後的影像經由雜訊、壓縮處理、影像處理以及各種攻擊後，所萃取的數位浮水印仍然可以清楚的呈現以便於人眼辨識或判斷。
- 明確性（Unambiguous）－萃取的數位浮水印，經過各種攻擊後，失真不會很嚴重，可以明確的讓擁有者辨識或判斷。

## 数字水印的发展

### 影像浮水印的發展
一般而言，影像浮水印技術是透過更改影像中的資料來嵌入浮水印，其作法上有兩個主要的領域:
- 空間域（時間域）法

早期的影像浮水印研究主要是發展在空間域中，以灰階影像而言，每個取樣點（pixel）一般是以八個位元來表示，且由最高有效位元（MSB）開始向右排列至最低有效位元（LSB），表示資料位元的重要性次序，因此可透過更改每個取樣點中敏感度最低的LSB來嵌入浮水印資訊，使得浮水印具有較高的隱密性，這是資訊隱藏技術中最常被用來藏入資訊的一個既簡單又容易實現的方法。但其缺點是容易被不法人士惡意破壞，且難以抵抗雜訊、壓縮處理、影像處理以及剪切處理等各種攻擊。
- 变换域法

在頻域中的浮水印主要是原始影像轉換到頻域裡，在加入浮水印資料，將浮水印嵌入至不同頻率成份訊號可滿足不同需求，當嵌入至高頻訊號，較不容易被人眼視覺系統所察覺，嵌入至低頻成份訊號，由於能量較高因而不容易被破壞。
- - 離散餘弦轉換域

離散餘弦轉換是靜態影像壓縮技術（如JPEG）以及動態視訊壓縮技術（如MPEG）中的主要核心，而從影像以8*8的像素區塊為單位來做離散餘弦轉換，轉換後仍然以8*8的區塊大小來表示頻率資訊，其目的主要是將區塊中各個像素的關聯性打散，使得大部分的能量可以集中在少數幾個基底函數上。
以離散餘弦轉換為工具，根據浮水印所嵌入的頻帶位置不同又分為:
1. 嵌入DC係數的浮水印技術
2. 嵌入低頻係數的浮水印技術

- - 小波域

離散小波轉換也是一種可將影像的空間域資訊轉換為頻率域資訊的技術，其優點除了可以有效的將影像中各個像素的關聯性打散之外，還提供了多重解析度與多頻率的特性，使得在處理聲音、影像以及視訊等資訊時的彈性較大，因此近年來被廣泛的應用在影像處理、資料壓縮以及資訊隱藏等研究領域。而離散小波轉換可透過相對應的濾波器而分別作用在影像資訊中的列與行來實現
以離散小波轉換為工具，根據浮水印所嵌入的頻帶位置不同又分為:
1. 嵌入頻帶HL1的浮水印技術
2. 嵌入頻帶LH2的浮水印技術

## 外部連結
- 數位浮水印聯盟 （页面存档备份，存于）（Digital Watermarking Alliance）